# Xanthocanace kaplanorum
Xanthocanace kaplanorum är en tvåvingeart som beskrevs av Wayne N. Mathis och Amnon Freidberg 1982. Xanthocanace kaplanorum ingår i släktet Xanthocanace och familjen Canacidae. Inga underarter finns listade i Catalogue of Life.